# Oncinema
Oncinema es un género de plantas fanerógamas de la familia Apocynaceae. Contiene dos especies.
Estrechamente relacionado con los géneros Astephanus y Microloma; la estrecha relación de estos tres géneros, y su distancia de Tylophora morfológicamente muy similar al grupo, ha sido establecido por Liede en 2001.

## Descripción
Son enredaderas sufruticosas que alcanzan los 50-75 cm de alto, profusamente ramificadas, con látex de color, rizomas presentes, los órganos subterráneos consisten en raíces fibrosas.  Brotes con corteza leñosa, glabros. Las hojas de 4-8 cm de largo, y 0.2-1.5 cm de ancho, lineales o rectangulares (raramente), basalmente cuneadas a redondeadas, el ápice agudo, adaxial y abaxialmente glabras o aisladamente, pubescentes (sólo en las venas y los márgenes).
Las inflorescencias son extra-axilares, solitarias, más cortas que las hojas adyacentes, con 6-12 flores, simples,  glabras; raquis angular; pedicelos glabros; triangular, abaxialmente con tricomas. Las flores son perfumadas.

## Taxonomía
El género fue descrito por George Arnott Walker Arnott y publicado en Edinburgh New Philosophical Journal 17: 261. 1834.

## Especies
- Oncinema lineare (L.f.) Bullock
- Oncinema roxburghii Arn.